# Хорупнянський потік
Хорупнянський потік (словац. Chorupniansky potok) — річка в Словаччині, ліва притока Малужини, протікає в окрузі Ліптовський Мікулаш.
Довжина приблизно 4.8-5.1 км. Витік знаходиться в масиві Низькі Татри (частина Кральовогольські Татри) — схил гори Фішярка — на висоті близько 1300 метрів. Протікає територією  села Малужина.
Впадає в Малужину на висоті приблизно 820-825 метрів.

## Опис потоку
Від витоку тече спочатку на південь-південний схід, потім на схід-північний схід, справа приймає випадкову притоку з південно-західного схилу г. Врбовець (1394 м н.р.м.) і продовжує текти на північ. Потім приймає праву притоку з північного схилу Врбовця, потім утворює дугу на схід і протікає біля мисливського угіддя Хорупна на лівому березі. Потім вона приймає ліву притоку з Сухої долини, потім притоку з того ж боку з південного схилу Шпигловського (1281 м н.р.м.) і коротку притоку зі східного схилу Шпигловського. Нарешті, вона повертає на північний схід і в центральній частині Малужинської долини, на кадастровій території села Малужина і на південь від мисливського господарства Предна, впадає на висоті близько 824 м н.р.м. в Малужину.